# Chikuma (1938)
El crucero pesado Chikuma (筑摩?), bautizado en honor al río homónimo de la prefectura de Nagano en Japón, fue el segundo y último miembro de la clase Tone. Sus aviones de exploración tuvieron papeles cruciales en el señalamiento de fuerzas enemigas en muchos escenarios de importantes batallas

## Construcción y características
Pertenecía a la clase Tone y su característica silueta con las cuatro torres artilleras en el castillo de proa era inconfundible para esta clase.   
La plataforma de popa exenta de artillería permitía un trabajo operativo con los aviones más expedito que con la clase Mogami. Podía transportar hasta 6 hidroaviones de reconocimiento en su castillo de popa.
En noviembre de 1942 se le agregó un radar de detección aérea tipo 21 en su mástil principal y dos montajes adicionales de ametralladoras de 25 mm.

## Historial de servicio

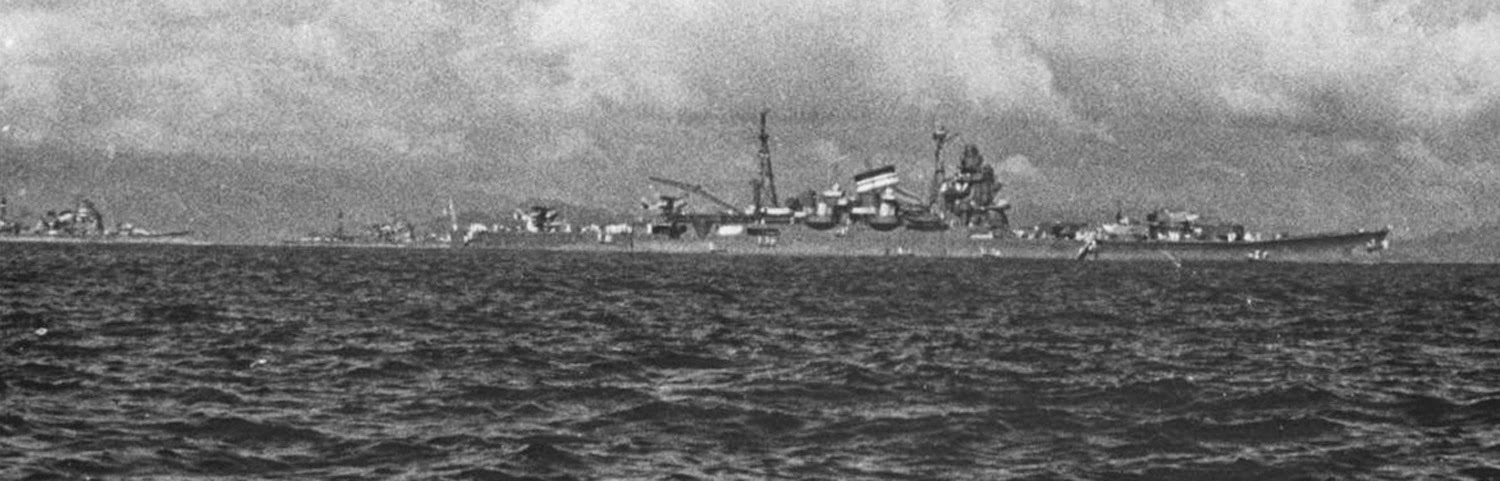
El Chikuma en Sukumo (junio de 1941), al fondo un crucero clase Takao.

Adscritos a la División 8 de cruceros pesados, el Chikuma participó junto a su gemelo en casi todos los escenarios de la guerra del Pacífico. El 7 de diciembre de 1941, durante el ataque a Pearl Harbor lanzó aviones de reconocimiento al sur de la isla de Oahu y desde el 16 al 22 del mismo mes apoyó el segundo intento del vicealmirante Sadamichi Kajioka de conquistar la isla Wake, sufriendo la pérdida de uno de sus aparatos de reconocimiento; los tripulantes fueron rescatados.
Desde el 1 al 4 de marzo de 1942, durante el desarrollo de la Batalla del mar de Java el Chikuma localizó y hundió a dos mercantes holandeses, tomando a los supervivientes como prisioneros.  Fue parte de las fuerzas de Nagumo en la incursión al Océano Índico. 
Durante el transcurso de la Batalla de Midway, desde el 4 al 6 de junio de 1942, sus aviones de reconocimiento descubrieron al  USS Yorktown y sirvió de guía para que los aviones del Hiryu atacasen a este portaaviones estadounidense. En el transcurso de la batalla su avión de exploración n.º 5 fue abatido por aviones enemigos.
Participó en la  Batalla de las Salomón Orientales y uno de sus aviones de reconocimiento señaló la ubicación de la Task Force 16. 
Durante el transcurso de la Batalla de las islas de Santa Cruz, el Chikuma fue gravemente dañado por bombarderos en picado cuyas bombas impactaron sucesivamente al crucero en la plataforma de catapultas y la torre de mando, que causaron la muerte al 20% de la tripulación e hiriendo al resto de ella. A pesar de los daños fue capaz de auto propulsarse y ser enviado a Truk para reparaciones de emergencia. Luego fue enviado a Kure donde se completaron las reparaciones, su puente fue reconstruido y reforzado, se le adicionó un par de montajes duales de 25 mm, se le dotó de un radar tipo 21 en el mástil y además uno del tipo 22 en el tope de este.

### Hundimiento

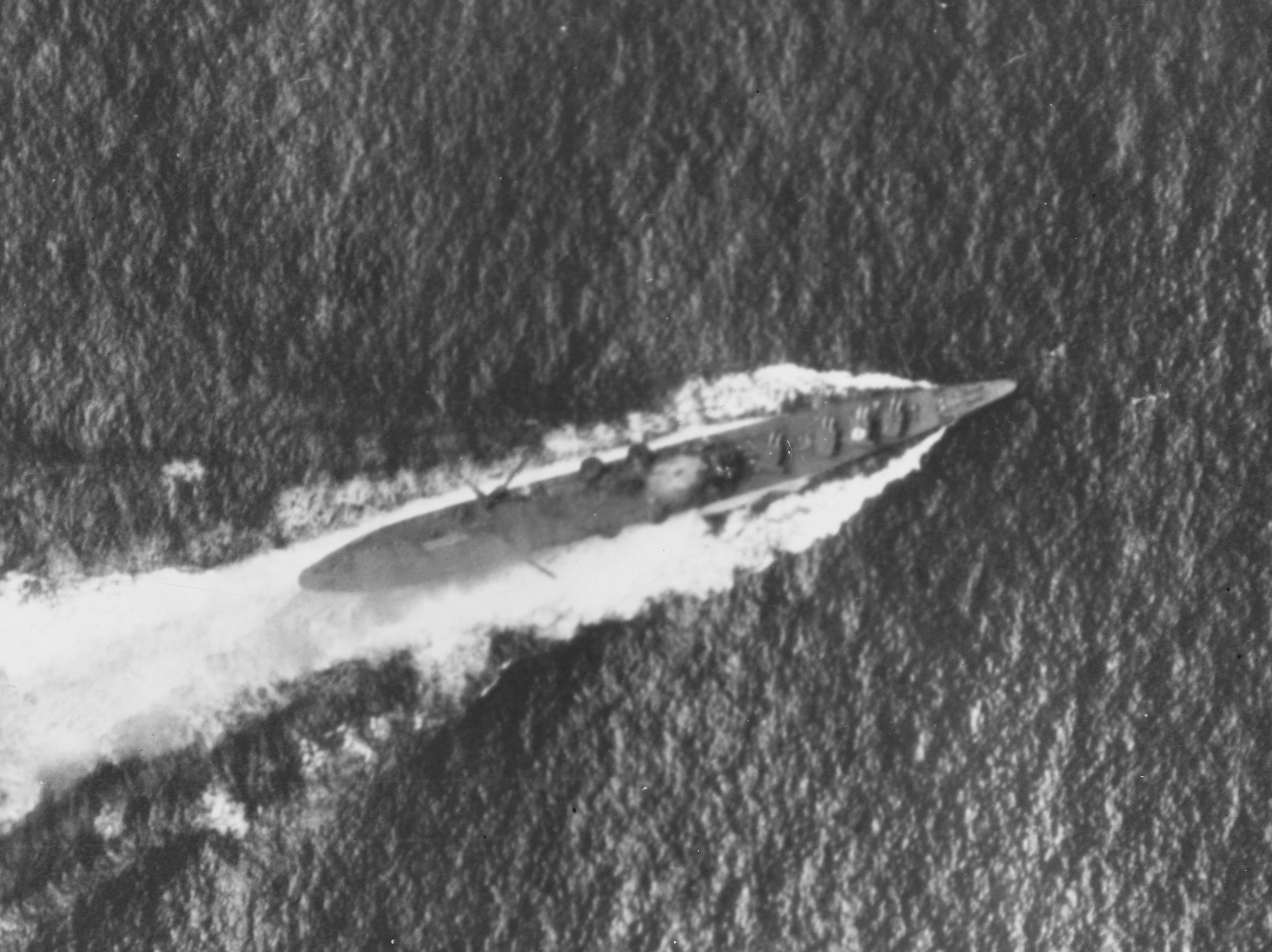
El Chikuma bajo ataque aéreo el 26 de octubre de 1942, durante la batalla de las Islas Santa Cruz.

El 25 de octubre de 1944 durante el transcurso de la Batalla del mar de Samar sufrió un ataque aéreo. Pudo derribar a tres de sus atacantes pero fue inmovilizado por un ataque de torpedos que dañaron severamente su popa dañando una de sus hélices: intentó escapar a velocidad reducida, pero fue nuevamente atacado por torpedos aéreos y finalmente hundido. Los sobrevivientes del Chikuma fueron rescatados por el destructor Nowaki.
El 26 de octubre el Nowaki escapaba de las aguas filipinas cuando fue sorprendido por una fuerza de ataque americana formada por los cruceros ligeros USS Vincennes, USS Biloxi y USS Miami, y los destructores de la División 103 USS Miller, USS Owen y USS Lewis,  y hundido a cañonazos a 65 millas al sursudeste de Legazpi, en las Filipinas, con 1400 hombres a bordo, incluyendo a todos los supervivientes del Chikuma excepto uno. El Chikuma fue dado de baja en la armada japonesa el 20 de abril de 1945.